# Будущее совершенное время

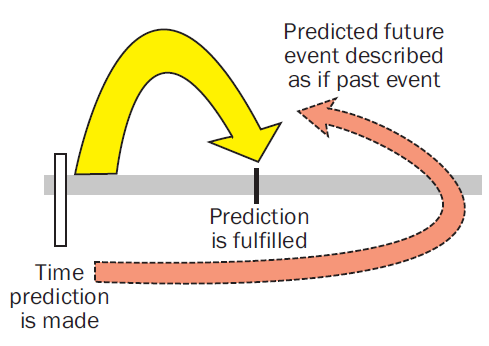

Пророческий перфе́кт — литературный прием, используемый в Библии для описания будущих событий, которые настолько неизбежны, что о них говорится в прошедшем времени, словно они уже произошли.

## История
Категорию «пророческого перфекта» ввели в обиход средневековые еврейские грамматисты, такие как Давид Кимхи и Исаак бен Йедайя:
Все настолько ясно, словно это уже произошло.
[Раввины] блаженной памяти следовали в этих своих словах путями пророков, говорящих о чём-то, что произойдет в будущем, на языке прошлого. Поскольку они видели в пророческом видении то, что должно было произойти в будущем, они говорили об этом в прошедшем времени и твердо свидетельствовали о том, что это произошло, чтобы доказать уверенность в словах Его [Бога] — да будет Он благословен — и в Его положительном обещании, которое никогда не изменится, и в Его благодетельном послании, которое не будет изменено (Исаак бен Йедайя).
Гезениус пишет об этом так:
Пророческий перфект служит для выражения действий, событий или состояний, которые говорящий желает представить с точки зрения завершения, независимо от того, принадлежат ли они к определённому прошлому времени или простираются в настоящее, или пока ещё будущее, изображаются как в завершенном состоянии.
[Перфект может использоваться для] выражения фактов, которые несомненно неизбежны и, следовательно, в воображении говорящего, уже совершены (perfectumconfidiae), например Чис. 17:27... Быт. 30:13,  1Цар. 6:5, Прит. 4:2. Даже в вопросительных предложениях Быт. 18:12, Чис. 17:28, 23:10, Суд. 9:9, 11, Зах. 4:10 (?), Прит. 22:20. Такое употребление перфекта чаще всего встречается в пророческом языке (perfectum Propheticum). Пророк настолько переносится в воображении в будущее, что описывает будущее событие так, как будто оно уже было им увидено или услышано, например Ис. 5:13, 19:7, Иов. 5:20, 2Пар. 20:37. Нередко несовершенное чередуется с такими совершенными либо в параллельном члене, либо далее в повествовании».
По словам Уолтке и О’Коннора:
Что касается абсолютного будущего времени, перфектная форма может быть устойчивой или случайной. Персистентный (будущий) перфектив представляет собой единую ситуацию, простирающуюся из настоящего в будущее….. С помощью случайного перфектива говорящий ярко и драматично представляет будущую ситуацию как полную, так и независимую….. Это употребление особенно часто встречается в пророческих обращениях (поэтому его также называют «пророческим перфектом» или «перфектом уверенности») .
Кляйн попытался выявить все известные случаи использования пророческого перфекта. Нотариус, соглашаясь с Рогландом, утверждает, что пророческий перфект — это «метафорическое использование прошедшего времени в ретроспективном отчете, ориентированном на будущее».

## Примеры
- Ибо пленени быша людие мои, за еже не ведети им Господа, и множество бысть мертвых глада ради и жажди водныя (Кни́га_прⷪ҇ро́ка_и҆са́їи. 5:13).
- Он идет на Аиаф, проходит Мигрон, в Михмасе складывает свои запасы. Проходят теснины; в Геве ночлег их; Рама трясется; Гива Саулова разбежалась. Вой голосом твоим, дочь Галима; пусть услышит тебя Лаис, бедный Анафоф! Мадмена разбежалась, жители Гевима спешат уходить. Еще день простоит он в Нове; грозит рукою своею горе Сиону, холму Иерусалимскому (Исаия. 10:28—32).
- Посему так говорит Господь, Бог Израилев, к пастырям, пасущим народ Мой: вы рассеяли овец Моих, и разогнали их, и не смотрели за ними; вот, Я накажу вас за злые деяния ваши, говорит Господь (Иеремия. 23:2).
- Упала, не встает более дева Израилева! повержена на земле своей, и некому поднять ее (Амос. 5:2).
- Ибо прежнее прошло (Откр. 21:4).